# 安守忠
安 守忠（あん しゅちゅう、932年 - 1000年）は、五代後晋から北宋にかけての武人。字は信臣。本貫は并州晋陽県。

## 経歴
安審琦の子として生まれた。後晋の天福8年（943年）、父が山南東道に出向すると、守忠はその下で牙内指揮使となり、襄州刺史を兼ねた。後周の顕徳4年（957年）春、鞍轡庫使に転じた。南唐が後周に屈服すると、使者としておもむいた。しばらくして、衛州刺史となった。
宋が建てられると、入朝して左衛将軍となった。建隆4年（963年）、荊南が平定されると、永州刺史に任じられた。乾徳年間、河陰に駐屯した。後蜀が平定されると、興元府知府に任じられ、南鄭の治安の安定をはかった。乾徳4年（966年）、漢州刺史に転じた。開宝元年（968年）、濮州刺史に転じた。開宝5年（972年）、黄河が濮陽で決壊したため、守忠は潁州団練使の曹翰を補佐して、黄河の堤防を修築した。遼州知州となった。遼州の民衆に北漢と呼応しようとする動きがあったため、守忠は一網打尽にして斬り捨てた。開宝9年（976年）、北漢に対する征戦に参加し、孫晏宣とともに遼州から進軍し、馬継恩と合流して40あまりの砦を落とした。さらなる進軍を諸将と議論したが、趙匡胤が死去したため、軍を返した。
太平興国元年（976年）、霊州知州となり、7年のあいだ在任した。雍熙2年（985年）、易州知州に転じた。さらに夏州知州に異動した。西辺防衛の功績により濮州団練使に任じられた。端拱年間、滄州知州となった。瀛州知州に転じ、高陽関駐泊部署を兼ねた。瀛州防禦使となった。淳化2年（991年）、雄州知州に転じた。部下と宴会を開いていたとき、軍の一部に反乱の動きがあり、武装した兵士が侵入した。守忠は笑っておもむろに客たちを見回し、「こいつらは酒に狂ってしまったのだ。捕らえるべきだな」と言って、落ち着いて対処したので、人々は感服した。淳化3年（992年）、耀州観察使の任を加えられ、雄州通判を兼ねた。しばらくして召還されると、辺境の情勢について上奏した。淳化5年（994年）、再び滄州知州となった。至道元年（995年）、また雄州知州となった。至道3年（997年）、三たび滄州知州となった。感徳軍節度観察留後に任じられて、宋州に出向し、制置営田使を兼ねた。咸平3年（1000年）、突然の病のため死去した。享年は69。太尉の位を追贈された。

## 子女
- 安継昌
- 女（王世及の妻）

## 伝記資料
- 『宋史』巻275 列伝第34